# Parapsilocephala aggera
Parapsilocephala aggera är en tvåvingeart som beskrevs av Mann 1933. Parapsilocephala aggera ingår i släktet Parapsilocephala och familjen stilettflugor. Inga underarter finns listade i Catalogue of Life.